# Olavsvern

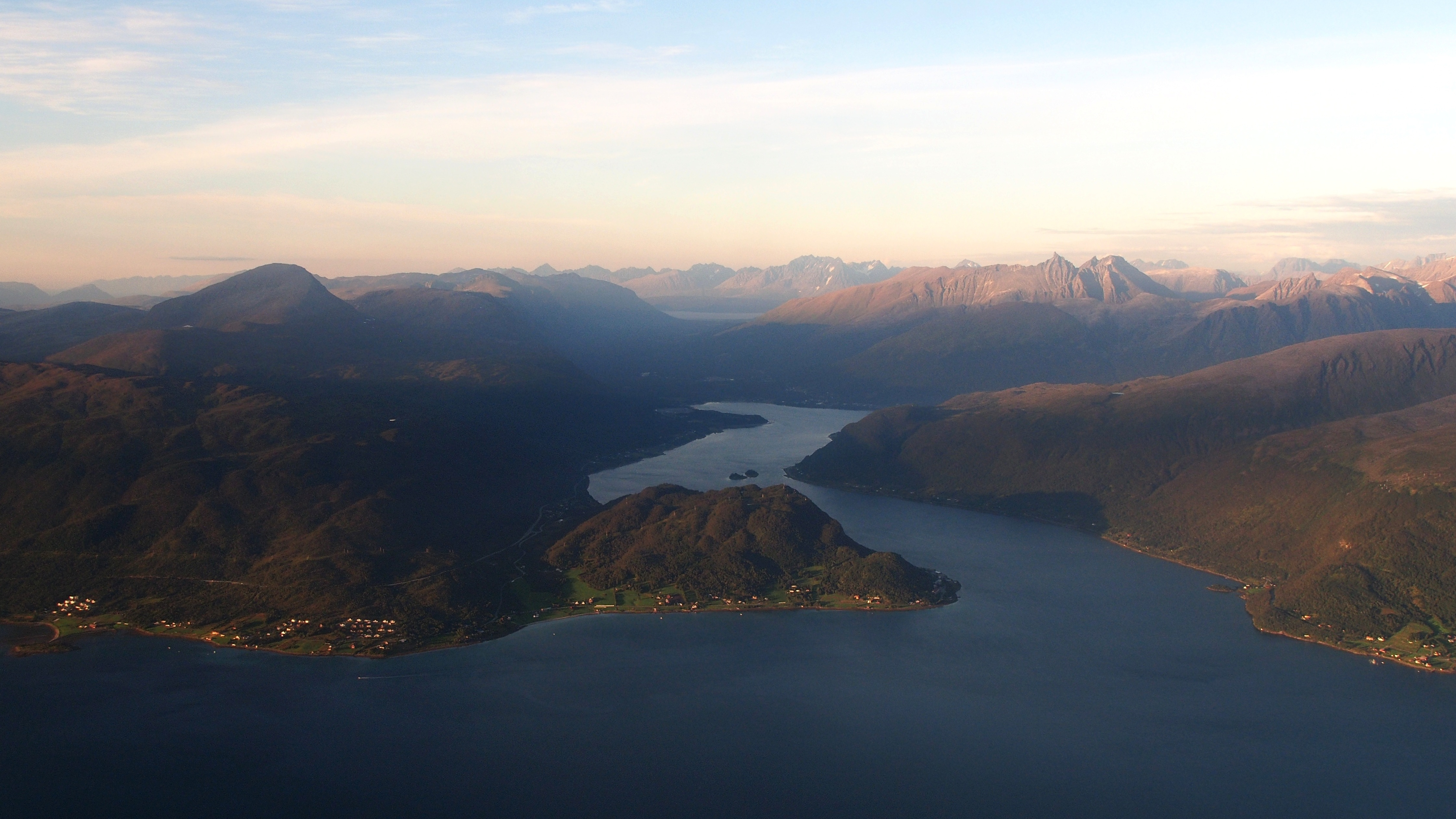
Luftbild des Ramfjord

Olavsvern ist ein ehemaliger U-Boot-Bunker der NATO und der norwegischen Marine. Er befindet sich südlich von Tromsø an der Europastraße 8 am Eingang in den Ramfjord.
Die 25.000 Quadratmeter große unterirdische Anlage wurde 1967 eröffnet, 2009 geschlossen und 2013 an ein privatwirtschaftliches Unternehmen verkauft. Zeitweise wurde sie dann von russischen Schiffen benutzt. 2019 übernahm die norwegische Firma „WilNor Governmental Services“ (WGS), eine Tochtergesellschaft von Wilh. Wilhelmsen, das auch Verträge mit der Logistikorganisation der norwegischen Streitkräfte hat, den Bunker. Die Planung sah vor, zunächst zivile und militärische Aktivitäten nebeneinander zu betreiben, bevor der Stützpunkt wieder ausschließlich militärisch genutzt werden soll. 
Auf Grund verschiedener verteidigungspolitischer Entscheidungen der norwegischen Regierung ist die Zukunft des Stützpunktes weiter ungewiss. 
Eine verstärkte militärische Nutzung des Stützpunktes erfolgt unter anderem auf Grund eines mehrjährigen Vertrages mit der niederländischen Koninklijke Marine, welche den Stützpunkt für Wintertraining nutzt. Allerdings empfiehlt eine Kommission, den Bunker wieder als militärischen Stützpunkt zu aktivieren.